# アブバケール・カキ
アブバケール・カキことアブー・バケル・ハミース・カーキー（アラビア語: أبو بكر خميس كاكي、Abubaker Kaki Khamis、1989年6月21日 - ）はスーダンの陸上競技選手、専門は800mを主とする中距離走。第13回世界陸上競技選手権大会男子800m銀メダリスト、2008年北京オリンピック、2012年ロンドンオリンピック800mスーダン代表。
2008年2月、スウェーデンの競技会1000mで2分15秒7を記録し、この年の1000m世界ランキング1位を獲得した。
3月9日には2008 バレンシアで開催された世界室内陸上競技選手権800mにおいて優勝、18歳と262日での戴冠は最年少優勝記録であった。6月6日、オスロで開催されたビスレットゲームズ800mにおいて、1分42秒69のジュニア世界記録およびスーダン記録を樹立して優勝した。従来の記録は、1997年ケニアのジャフェス・キムタイが残した1分43秒64であった。8月、北京オリンピックでは準決勝8着となり決勝進出はならなかった。
2009年8月世界陸上競技選手権800mでは準決勝で転倒し途中棄権の結果に終わった。2010年3月、ドーハで開催された世界室内陸上選手権800mでは1分46秒23の記録を残し、前回2008年大会に引き続いて優勝を飾った。
2004年に陸上競技を始めた。それまではサッカーの選手であったという。スーダン・エルムグラッド（Elmuglad）出身、遊牧民ミッセリアである。身長176cm、体重60kg。
2025年4月12日、エル＝ファーシル包囲戦の中、即応支援部隊の砲撃を受けて死去したと報じられたが、現地のジャーナリストによると、カキは生存している。

## 脚注

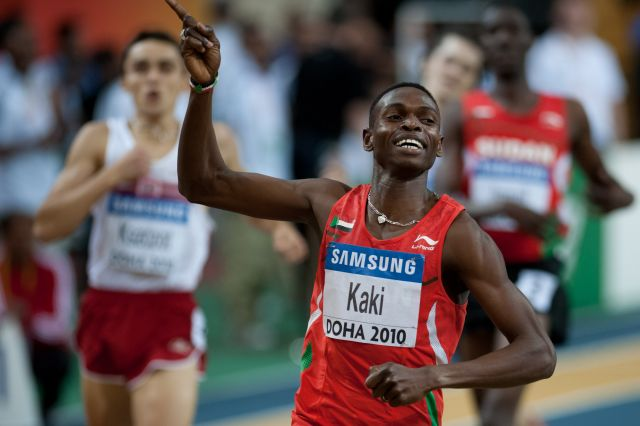
2010年世界室内陸上競技選手権大会にて

## 主な戦績
| 年度 | 大会名                         | 開催地         | 順位   | 種目    |
| ---- | ------------------------------ | -------------- | ------ | ------- |
| 2005 | 世界ユース陸上競技選手権大会   | マラケシュ     | 3位    | 1500m   |
| 2006 | 世界ジュニア陸上競技選手権大会 | 北京           | 6位    | 800m    |
| 2007 | アフリカ競技大会               | アルジェ       | 優勝   | 800m    |
| 2008 | 世界室内陸上競技選手権大会     | バレンシア     | 優勝   | 800m    |
| 2008 | アフリカ陸上競技選手権大会     | アディスアベバ | 2位    | 4x400mR |
| 2008 | 世界ジュニア陸上競技選手権大会 | ビドゴシチ     | 優勝   | 800m    |
| 2008 | 北京オリンピック               | 北京           | 準決勝 | 800m    |
| 2009 | 世界陸上競技選手権大会         | ベルリン       | 8位    | 800m    |
| 2010 | 世界室内陸上競技選手権大会     | ドーハ         | 優勝   | 800m    |
| 2011 | 世界陸上競技選手権大会         | 大邱           | 2位    | 800m    |
| 2012 | ロンドンオリンピック           | ロンドン       | 7位    | 800m    |

## 記録
| 種目  | 記録      | 日時          | 場所           | 備考         |
| 屋外  | 屋外      | 屋外          | 屋外           | 屋外         |
| ----- | --------- | ------------- | -------------- | ------------ |
| 800m  | 1分42秒23 | 2010年6月4日  | オスロ         | スーダン記録 |
| 1000m | 2分13秒62 | 2010年7月3日  | ユージーン     |              |
| 1500m | 3分31秒76 | 2011年7月22日 | モナコ         |              |
| 室内  |           |               |                |              |
| 800m  | 1分44秒81 | 2008年3月9日  | バレンシア     |              |
| 1000m | 2分15秒77 | 2008年2月21日 | ストックホルム |              |